# Coupe d'Asie des nations de football 2007
Navigation
Coupe d'Asie 2004 Coupe d'Asie 2011
La coupe d'Asie des nations de football 2007 fut organisée du 7 juillet 2007 au 29 juillet 2007 conjointement par 4 pays d'Asie du Sud-Est : l'Indonésie, la Malaisie, la Thaïlande et le Viêt Nam. Le tournoi fut remporté par l'Irak qui battit en finale l'Arabie saoudite au stade Gelora Bung Karno de Jakarta.
Cette compétition devait initialement avoir lieu en 2008, mais en raison des Jeux olympiques d'été de 2008 et de l'Euro 2008, le calendrier sportif était surchargé pendant l’été 2008. Il fut alors décidé que cette édition de la coupe d'Asie des nations de football se déroulerait une année avant ces événements. L'édition suivante eut lieu en 2011 au Qatar.

## Stades

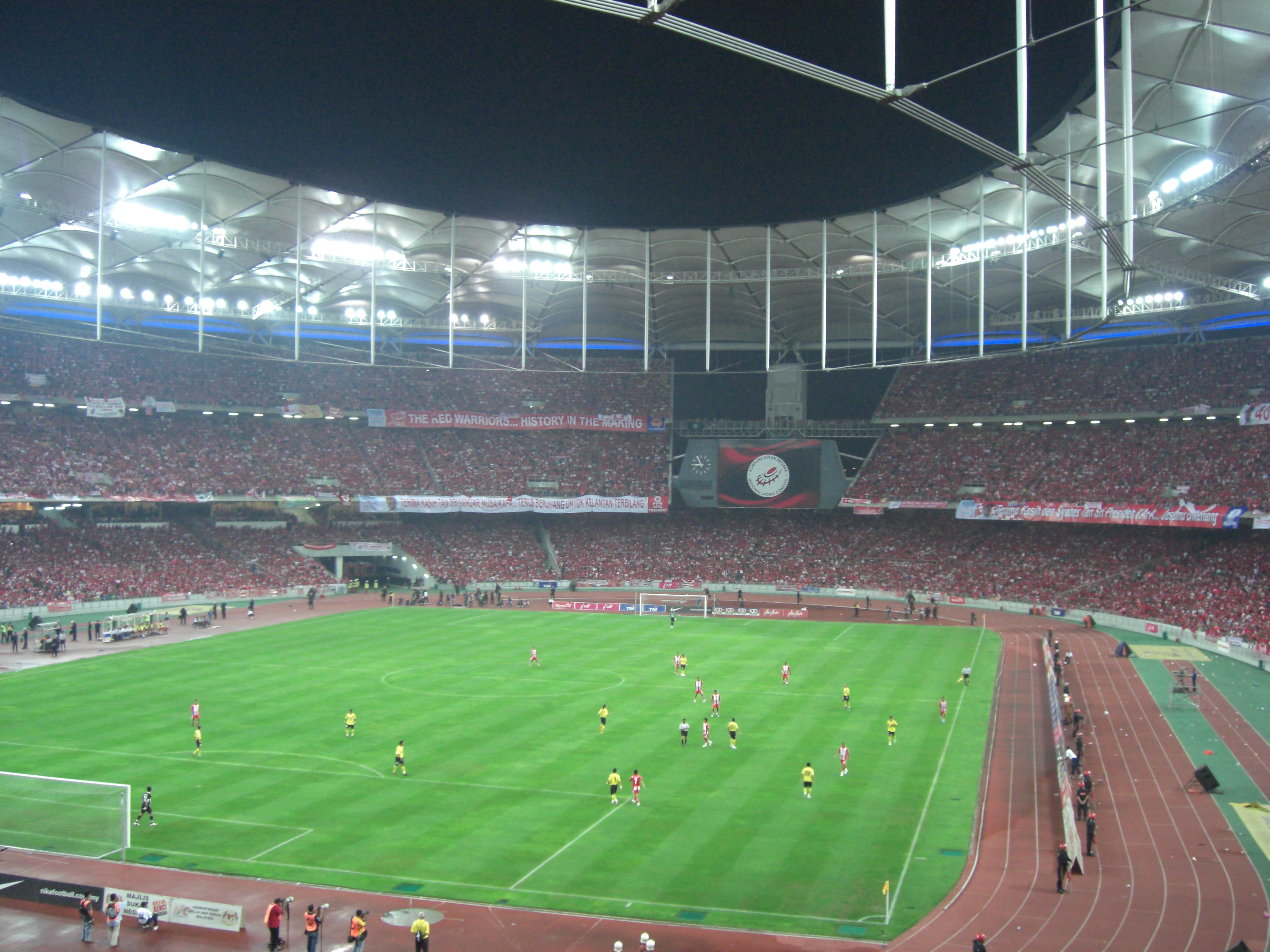
Le Stade national Bukit Jalil en 2009

| Pays      | Ville             | Stade                      | Capacité |
| --------- | ----------------- | -------------------------- | -------- |
| Indonésie | Jakarta           | Stade Gelora Bung Karno    | 100 000  |
| Indonésie | Palembang         | Jakabaring Stadium         | 40 000   |
| Malaisie  | Kuala Lumpur      | Stade national Bukit Jalil | 87 000   |
| Malaisie  | Shah Alam         | Shah Alam Stadium          | 69 372   |
| Thaïlande | Bangkok           | Stade Rajamangala          | 65 000   |
| Thaïlande | Bangkok           | Stade Suphachalasai        | 35 000   |
| Vietnam   | Hanoï             | My Dinh National Stadium   | 40 000   |
| Vietnam   | Hô Chi Minh-Ville | Army Stadium               | 25 000   |

## Groupes
| Groupe A Thaïlande Australie Irak Oman | Groupe B Vietnam Émirats arabes unis Qatar Japon | Groupe C Malaisie Chine Iran Ouzbékistan | Groupe D Indonésie Arabie saoudite Bahreïn Corée du Sud |

## Premier tour

### Groupe A

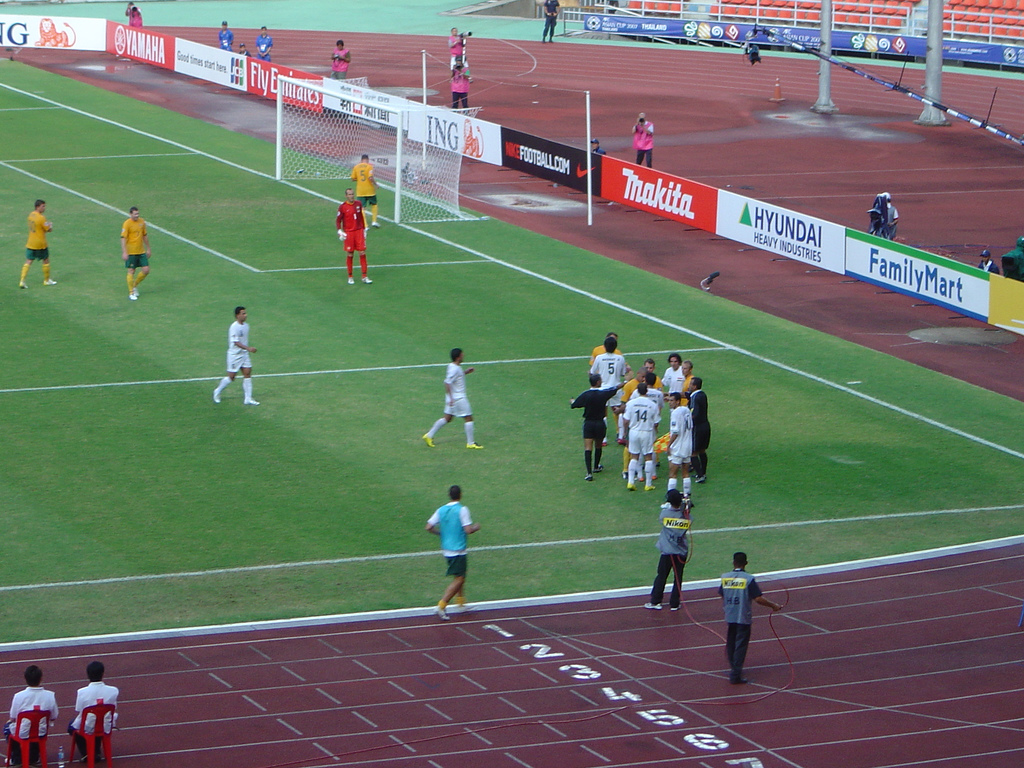
Rencontre Irak-Australie

|   | Équipe    | Pts | J | G | N | P | BP | BC | Diff |
| - | --------- | --- | - | - | - | - | -- | -- | ---- |
| 1 | Irak      | 5   | 3 | 1 | 2 | 0 | 4  | 2  | +2   |
| 2 | Australie | 4   | 3 | 1 | 1 | 1 | 6  | 4  | +2   |
| 3 | Thaïlande | 4   | 3 | 1 | 1 | 1 | 3  | 5  | -2   |
| 4 | Oman      | 2   | 3 | 0 | 2 | 1 | 1  | 3  | -2   |

| 7 juillet 2007  | Irak      | 1 | 1 | Thaïlande |
| 8 juillet 2007  | Australie | 1 | 1 | Oman      |
| 12 juillet 2007 | Thaïlande | 2 | 0 | Oman      |
| 13 juillet 2007 | Irak      | 3 | 1 | Australie |
| 16 juillet 2007 | Australie | 4 | 0 | Thaïlande |
| 16 juillet 2007 | Irak      | 0 | 0 | Oman      |

| 7 juillet 2007 | Thaïlande           | 1 - 1 | Irak           | Stade Rajamangala, Bangkok |                            |
| 19:35          | Suksomkit 6e (pen.) |       | 32e Y. Mahmoud | Arbitrage : Kwon Jung-chul | Arbitrage : Kwon Jung-chul |

| 8 juillet 2007 | Australie  | 1 - 1 | Oman           | Stade Rajamangala, Bangkok |                          |
| 17:20          | Cahill 90e |       | 32e Al-Maimani | Arbitrage : Eddy Maillet   | Arbitrage : Eddy Maillet |

| 12 juillet 2007 | Oman | 0 - 2 | Thaïlande         | Stade Rajamangala, Bangkok |                          |
| 17:20           |      |       | 70e 78e Thonkanya | Arbitrage : Lee Gi-young   | Arbitrage : Lee Gi-young |

| 13 juillet 2007 | Irak                                  | 3 - 1 | Australie  | Stade Rajamangala, Bangkok |                         |
| 17:20           | Akram 23e · Mohammed 60e · Jassim 86e |       | 49e Viduka | Arbitrage : Jasim Karim    | Arbitrage : Jasim Karim |

| 16 juillet 2007 | Thaïlande | 0 - 4 | Australie                                   | Stade Rajamangala, Bangkok |                            |
| 19:35           |           |       | 21e Beauchamp · 80e 83e Viduka · 90e Kewell | Arbitrage : Kwon Jong-chul | Arbitrage : Kwon Jong-chul |

| 16 juillet 2007 | Oman | 0 - 0 | Irak | Stade Suphachalasai, Bangkok |                          |
| 19:35           |      |       |      | Arbitrage : Eddy Maillet     | Arbitrage : Eddy Maillet |

### Groupe B
|   | Équipe              | Pts | J | G | N | P | BP | BC | Diff |
| - | ------------------- | --- | - | - | - | - | -- | -- | ---- |
| 1 | Japon               | 7   | 3 | 2 | 1 | 0 | 8  | 3  | +5   |
| 2 | Vietnam             | 4   | 3 | 1 | 1 | 1 | 4  | 5  | -1   |
| 3 | Émirats arabes unis | 3   | 3 | 1 | 0 | 2 | 3  | 6  | -3   |
| 4 | Qatar               | 2   | 3 | 0 | 2 | 1 | 3  | 4  | -1   |

| 8 juillet 2007  | Vietnam             | 2 | 0 | Émirats arabes unis |
| 9 juillet 2007  | Japon               | 1 | 1 | Qatar               |
| 12 juillet 2007 | Vietnam             | 1 | 1 | Qatar               |
| 13 juillet 2007 | Japon               | 3 | 1 | Émirats arabes unis |
| 16 juillet 2007 | Japon               | 4 | 1 | Vietnam             |
| 16 juillet 2007 | Émirats arabes unis | 2 | 1 | Qatar               |

| 8 juillet 2007 | Vietnam                                  | 2 - 0 | Émirats arabes unis | My Dinh National Stadium, Hanoï |                         |
| 19:35          | Huynh Quang Thanh 64e · Le Cong Vinh 73e |       |                     | Arbitrage : Talaat Najm         | Arbitrage : Talaat Najm |

| 9 juillet 2007 | Japon        | 1 - 1 | Qatar         | My Dinh National Stadium, Hanoï |                            |
| 17:20          | Takahara 61e |       | 88e Sebastián | Arbitrage : Matthew Breeze      | Arbitrage : Matthew Breeze |

| 12 juillet 2007 | Qatar         | 1 - 1 | Vietnam       | My Dinh National Stadium, Hanoï |                           |
| 19:35           | Sebastián 79e |       | 32e Binh Tanh | Arbitrage : Masoud Moradi       | Arbitrage : Masoud Moradi |

| 13 juillet 2007 | Émirats arabes unis | 1 - 3 | Japon                                  | My Dinh National Stadium, Hanoï |                            |
| 20:35           | Alkas 66e           |       | 22e 27e Takahara · 42e (pen.) Nakamura | Arbitrage : Satop Tongkhan      | Arbitrage : Satop Tongkhan |

| 16 juillet 2007 | Vietnam         | 1 - 4 | Japon                                  | My Dinh National Stadium, Hanoï |                            |
| 17:20           | Suzuki 8e (csc) |       | 13e 59e Maki · 31e Endo · 53e Nakamura | Arbitrage : Matthew Breeze      | Arbitrage : Matthew Breeze |

| 16 juillet 2007 | Qatar                | 1 - 2 | Émirats arabes unis    | Army Stadium, Hô Chi Minh-Ville |                           |
| 17:20           | Sebastián 42e (pen.) |       | 59e Alkas · 90e Khalil | Arbitrage : Masoud Moradi       | Arbitrage : Masoud Moradi |

### Groupe C
|   | Équipe      | Pts | J | G | N | P | BP | BC | Diff |
| - | ----------- | --- | - | - | - | - | -- | -- | ---- |
| 1 | Iran        | 7   | 3 | 2 | 1 | 0 | 6  | 3  | +3   |
| 2 | Ouzbékistan | 6   | 3 | 2 | 0 | 1 | 9  | 2  | +7   |
| 3 | Chine       | 4   | 3 | 1 | 1 | 1 | 7  | 6  | +1   |
| 4 | Malaisie    | 0   | 3 | 0 | 0 | 3 | 1  | 12 | -11  |

| 10 juillet 2007 | Chine       | 5 | 1 | Malaisie    |
| 11 juillet 2007 | Iran        | 2 | 1 | Ouzbékistan |
| 14 juillet 2007 | Ouzbékistan | 5 | 0 | Malaisie    |
| 15 juillet 2007 | Iran        | 2 | 2 | Chine       |
| 18 juillet 2007 | Iran        | 2 | 0 | Malaisie    |
| 18 juillet 2007 | Ouzbékistan | 3 | 0 | Chine       |

| 10 juillet 2007 | Malaisie        | 1 - 5 | Chine                                                   | Bukit Jalil Stadium, Kuala Lumpur |                          |
| 20:35           | Indra Putra 74e |       | 15e 55e Han Peng · 36e Shao Jiayi · 51e 90+3e Wang Dong | Arbitrage : Muhsen Basma          | Arbitrage : Muhsen Basma |

| 11 juillet 2007 | Iran                        | 2 - 1 | Ouzbékistan      | Bukit Jalil Stadium, Kuala Lumpur |                       |
| 18:20           | Hosseini 55e · Kazemian 78e |       | 16e (csc) Rezaei | Arbitrage : Saad Mane             | Arbitrage : Saad Mane |

| 14 juillet 2007 | Ouzbékistan                                                         | 5 - 0 | Malaisie | Bukit Jalil Stadium, Kuala Lumpur |                               |
| 18:20           | Shatskikh 10e 89e · Kadadze 29e · Bakaev 45e (pen.) · Ibragimov 85e |       |          | Arbitrage : Abdulrahman Abdou     | Arbitrage : Abdulrahman Abdou |

| 15 juillet 2007 | Chine                            | 2 - 2 | Iran                       | Bukit Jalil Stadium, Kuala Lumpur |                              |
| 18:20           | Shao Jiayi 5e · Mao Jianqing 36e |       | 45+1e Zandi · 76e Nekounam | Arbitrage : Khalil Al Ghamdi      | Arbitrage : Khalil Al Ghamdi |

| 18 juillet 2007 | Malaisie | 0 - 2 | Iran                               | Bukit Jalil Stadium, Kuala Lumpur |                          |
| 20:35           |          |       | 25e (pen.) Nekounam · 70e Andranik | Arbitrage : Muhsen Basma          | Arbitrage : Muhsen Basma |

| 18 juillet 2007 | Ouzbékistan                                  | 3 - 0 | Chine | Shah Alam Stadium, Shah Alam |                       |
| 20:35           | Shatskikh 72e · Kapadze 86e · Geynrikh 90+4e |       |       | Arbitrage : Saad Mane        | Arbitrage : Saad Mane |

### Groupe D
|   | Équipe          | Pts | J | G | N | P | BP | BC | Diff |
| - | --------------- | --- | - | - | - | - | -- | -- | ---- |
| 1 | Arabie saoudite | 7   | 3 | 2 | 1 | 0 | 7  | 2  | +5   |
| 2 | Corée du Sud    | 4   | 3 | 1 | 1 | 1 | 3  | 3  | 0    |
| 3 | Indonésie       | 3   | 3 | 1 | 0 | 2 | 3  | 4  | -1   |
| 4 | Bahreïn         | 3   | 3 | 1 | 0 | 2 | 3  | 7  | -4   |

| 10 juillet 2007 | Indonésie       | 2 | 1 | Bahreïn      |
| 11 juillet 2007 | Arabie saoudite | 1 | 1 | Corée du Sud |
| 14 juillet 2007 | Arabie saoudite | 2 | 1 | Indonésie    |
| 15 juillet 2007 | Corée du Sud    | 1 | 2 | Bahreïn      |
| 18 juillet 2007 | Corée du Sud    | 1 | 0 | Indonésie    |
| 18 juillet 2007 | Arabie saoudite | 4 | 0 | Bahreïn      |

| 10 juillet 2007 | Indonésie                                  | 2 - 1 | Bahreïn                 | Bung Karno Stadium, Jakarta  |                              |
| 17:20           | Budi Sudarsono 14e · Bambang Pamungkas 64e |       | 27e Sayed Mahmood Jalal | Arbitrage : Yuichi Nishimura | Arbitrage : Yuichi Nishimura |

| 11 juillet 2007 | Corée du Sud      | 1 - 1 | Arabie saoudite       | Bung Karno Stadium, Jakarta |                         |
| 19:35           | Choi Sung-kuk 66e |       | 77e (pen.) Al-Qahtani | Arbitrage : Mark Shield     | Arbitrage : Mark Shield |

| 14 juillet 2007 | Arabie saoudite                | 2 - 1 | Indonésie | Bung Karno Stadium, Jakarta      |                                  |
| 19:35           | Al-Qahtani 12e · Al-Harthi 90e |       | 17e Aiboy | Arbitrage : Ali Hamad Al-Badwawi | Arbitrage : Ali Hamad Al-Badwawi |

| 15 juillet 2007 | Bahreïn              | 2 - 1 | Corée du Sud   | Bung Karno Stadium, Jakarta |                        |
| 19:35           | Isa 43e · Ismael 85e |       | 4e Kim Do-heon | Arbitrage : Sun Baojie      | Arbitrage : Sun Baojie |

| 18 juillet 2007 | Indonésie | 0 - 1 | Corée du Sud     | Bung Karno Stadium, Jakarta |                         |
| 17:20           |           |       | 33e Kim Jung-woo | Arbitrage : Mark Shield     | Arbitrage : Mark Shield |

| 18 juillet 2007 | Arabie saoudite                                   | 4 - 0 | Bahreïn | Jakabaring Stadium, Palembang |                              |
|                 | Al-Mousa 18e · Al-Qahtani 45e · Al-Jassim 68e 80e |       |         | Arbitrage : Yuichi Nishimura  | Arbitrage : Yuichi Nishimura |

## Tableau final
|  | Quarts de finale               | Quarts de finale               |                             |                             | Demi-finales            | Demi-finales            |       |  | Finale                    | Finale                    |
|  | Quarts de finale               | Quarts de finale               |                             |                             | Demi-finales            | Demi-finales            |       |  | Finale                    | Finale                    |
|  |                                |                                |                             |                             |                         |                         |       |  |                           |                           |
|  | 22 juillet 2007 - Jakarta      | 22 juillet 2007 - Jakarta      |                             |                             | 25 juillet 2007 - Hanoï | 25 juillet 2007 - Hanoï |       |  | 29 juillet 2007 - Jakarta | 29 juillet 2007 - Jakarta |
|  | 22 juillet 2007 - Jakarta      | 22 juillet 2007 - Jakarta      |                             |                             | 25 juillet 2007 - Hanoï | 25 juillet 2007 - Hanoï |       |  | 29 juillet 2007 - Jakarta | 29 juillet 2007 - Jakarta |
|  | Arabie saoudite                | 2                              |                             |                             | 25 juillet 2007 - Hanoï | 25 juillet 2007 - Hanoï |       |  | 29 juillet 2007 - Jakarta | 29 juillet 2007 - Jakarta |
|  | Arabie saoudite                | 2                              |                             |                             | 25 juillet 2007 - Hanoï | 25 juillet 2007 - Hanoï |       |  | 29 juillet 2007 - Jakarta | 29 juillet 2007 - Jakarta |
|  | Ouzbékistan                    | 1                              |                             |                             | 25 juillet 2007 - Hanoï | 25 juillet 2007 - Hanoï |       |  | 29 juillet 2007 - Jakarta | 29 juillet 2007 - Jakarta |
|  | Ouzbékistan                    | 1                              | Arabie saoudite             | 3                           |                         |                         |       |  | 29 juillet 2007 - Jakarta | 29 juillet 2007 - Jakarta |
|  | 21 juillet 2007 - Hanoï        |                                | Arabie saoudite             | 3                           |                         |                         |       |  | 29 juillet 2007 - Jakarta | 29 juillet 2007 - Jakarta |
|  |                                | Japon                          | 2                           |                             |                         |                         |       |  | 29 juillet 2007 - Jakarta | 29 juillet 2007 - Jakarta |
|  | Australie                      | Japon                          | 2                           | 1 (3)                       |                         |                         |       |  | 29 juillet 2007 - Jakarta | 29 juillet 2007 - Jakarta |
|  | Australie                      |                                |                             | 1 (3)                       |                         |                         |       |  | 29 juillet 2007 - Jakarta | 29 juillet 2007 - Jakarta |
|  | Japon t.a.b.                   | 1 (4)                          |                             |                             |                         |                         |       |  | 29 juillet 2007 - Jakarta | 29 juillet 2007 - Jakarta |
|  | Japon t.a.b.                   | 1 (4)                          | Arabie saoudite             | 0                           |                         |                         |       |  |                           |                           |
|  | 22 juillet 2007 - Kuala Lumpur |                                | Arabie saoudite             | 0                           |                         |                         |       |  |                           |                           |
|  |                                | Irak                           | 1                           |                             |                         |                         |       |  |                           |                           |
|  | Iran                           | Irak                           | 1                           | 0 (2)                       |                         |                         |       |  |                           |                           |
|  | Iran                           | 25 juillet 2007 - Kuala Lumpur |                             | 0 (2)                       |                         |                         |       |  |                           |                           |
|  | Corée du Sud t.a.b.            | 0 (4)                          |                             |                             |                         |                         |       |  |                           |                           |
|  | Corée du Sud t.a.b.            | 0 (4)                          | Corée du Sud                | 0 (3)                       |                         |                         |       |  |                           |                           |
|  | 21 juillet 2007 - Bangkok      | 21 juillet 2007 - Bangkok      | Corée du Sud                | 0 (3)                       | Match pour la 3e place  | Match pour la 3e place  |       |  |                           |                           |
|  | 21 juillet 2007 - Bangkok      | 21 juillet 2007 - Bangkok      |                             | Irak t.a.b.                 | Match pour la 3e place  | Match pour la 3e place  | 0 (4) |  |                           |                           |
|  | Irak                           | 2                              | 28 juillet 2007 - Palembang | 28 juillet 2007 - Palembang |                         |                         | 0 (4) |  |                           |                           |
|  | Irak                           | 2                              | 28 juillet 2007 - Palembang | 28 juillet 2007 - Palembang |                         |                         |       |  |                           |                           |
|  | Vietnam                        | 0                              |                             | Japon                       | 0 (5)                   |                         |       |  |                           |                           |
|  | Vietnam                        | 0                              |                             | Japon                       | 0 (5)                   |                         |       |  |                           |                           |
|  |                                |                                |                             |                             |                         |                         |       |  | Corée du Sud t.a.b.       | 0 (6)                     |
|  |                                |                                |                             |                             |                         |                         |       |  | Corée du Sud t.a.b.       | 0 (6)                     |

### Quarts de finale
| 21 juillet 2007 | Japon                                             | 1 - 1 a.p.        | Australie                                | My Dinh National Stadium, Hanoï |                       |
| 17:20           | Takahara 72e                                      |                   | 69e Aloisi                               | Arbitrage : Saad Mane           | Arbitrage : Saad Mane |
| 17:20           | S. Nakamura · Endo · Komano · Takahara · Nakazawa | Tirs au but 4 - 3 | Kewell · Neill · Cahill · Carle · Carney | Arbitrage : Saad Mane           | Arbitrage : Saad Mane |

| 21 juillet 2007 | Irak              | 2 - 0 | Vietnam | Stade Rajamangala, Bangkok   |                              |
| 20:20           | Y. Mahmoud 2e 65e |       |         | Arbitrage : Yuichi Nishimura | Arbitrage : Yuichi Nishimura |

| 22 juillet 2007 | Iran                                   | 0 - 0 a.p.        | Corée du Sud                                                            | Bukit Jalil Stadium, Kuala Lumpur |                                  |
| 18:20           |                                        |                   |                                                                         | Arbitrage : Ali Hamad Al-Badwawi  | Arbitrage : Ali Hamad Al-Badwawi |
| 18:20           | Zandi · Mahdavikia · Enayati · Khatibi | Tirs au but 2 - 4 | Lee Chun-soo · Kim Sang-shik · Kim Do-heon · Cho Jae-jin · Kim Jung-woo | Arbitrage : Ali Hamad Al-Badwawi  | Arbitrage : Ali Hamad Al-Badwawi |

| 22 juillet 2007 | Arabie saoudite              | 2 - 1 | Ouzbékistan | Bung Karno Stadium, Jakarta |                            |
| 20:20           | Al-Qahtani 3e · Al-Mousa 75e |       | 81e Solomin | Arbitrage : Kwon Jung-chul  | Arbitrage : Kwon Jung-chul |

Le Japon se qualifie face à l'Australie au cours d'un matche serré, les tirs au but furent nécessaires.
L'Irak, quant à elle, vainc les Vietnamiens.
Les tirs au but permirent aux Sud-Coréens de se qualifier aux dépens d'une solide équipe iranienne, la Corée obtient sa revanche de la précédente édition lors de laquelle elle fut vaincue par l'Iran (4-3) en quart, déjà.
De leur côté les Saoudiens prennent la mesure de l'Ouzbékistan et une revanche sur leur défaite au premier tour en 2004 face à cette même équipe.

### Demi-finales
| 25 juillet 2007 | Irak                              | 0 - 0 a.p.        | Corée du Sud                                                             | Bukit Jalil Stadium, Kuala Lumpur                      |                                                        |
| 18:20           |                                   |                   |                                                                          | Spectateurs : 12 500 Arbitrage : Saad Khalil Al-Fadhli | Spectateurs : 12 500 Arbitrage : Saad Khalil Al-Fadhli |
| 18:20           | Mohammed · Mahdi · Qusay · Haidar | Tirs au but 4 - 3 | Lee Chun-soo · Kim Sang-shik · Kim Do-heon · Yeom Ki-hoon · Kim Jung-woo | Spectateurs : 12 500 Arbitrage : Saad Khalil Al-Fadhli | Spectateurs : 12 500 Arbitrage : Saad Khalil Al-Fadhli |

Lors des célébrations consécutives à la victoire de l'équipe irakienne, deux attentats à la voiture piégée ont visé les supporters irakiens, à Bagdad, faisant 50 morts.
| 25 juillet 2007 | Japon                  | 2 - 3 | Arabie saoudite                | My Dinh National Stadium, Hanoï                 |                                                 |
| 20:20           | Nakazawa 37e · Abe 53e |       | 35e Al-Qahtani · 47e 57e Maath | Spectateurs : 10 000 Arbitrage : Matthew Breeze | Spectateurs : 10 000 Arbitrage : Matthew Breeze |

Ce match, sans doute le plus spectaculaire du tournoi, voit l'Arabie Saoudite prendre sa revanche sur la finale de 2000.

### Match pour la troisième place
| 28 juillet 2007 | Corée du Sud                                                                   | 0 - 0 a.p.        | Japon                                                | Jakabaring Stadium, Palembang                         |                                                       |
| 19:35           |                                                                                |                   |                                                      | Spectateurs : 10 000 Arbitrage : Ali Hamad Al-Badwawi | Spectateurs : 10 000 Arbitrage : Ali Hamad Al-Badwawi |
| 19:35           | Cho Jae-jin · Oh Beom-seok · Lee Chun-soo · Lee Ho · Kim Jin-kyu · Kim Chi-woo | Tirs au but 6 - 5 | S. Nakamura · Endo · Abe · Komano · Nakazawa · Hanyu | Spectateurs : 10 000 Arbitrage : Ali Hamad Al-Badwawi | Spectateurs : 10 000 Arbitrage : Ali Hamad Al-Badwawi |

### Finale
| 29 juillet 2007 | Irak           | 1 - 0 | Arabie saoudite | Bung Karno Stadium, Jakarta                  |                                              |
| 19:35           | Y. Mahmoud 72e |       |                 | Spectateurs : 60 000 Arbitrage : Mark Shield | Spectateurs : 60 000 Arbitrage : Mark Shield |
| 19:35           | (Rapport)      |       |                 | Spectateurs : 60 000 Arbitrage : Mark Shield | Spectateurs : 60 000 Arbitrage : Mark Shield |

Ce match met aux prises deux équipes aux styles et qualités différentes : si les Saoudiens ont impressionné jusqu'ici par leur attaque 12 buts, les Irakiens quant à eux n'en ont inscrit que 6, mais avec 2 buts encaissés, l'Irak possède une solide défense. Toujours est-il que pour leur toute première finale en coupe d'Asie, les Irakiens vont l'emporter grâce à une unique réalisation, signée Younis Mahmoud.

## Résultats
| Coupe d'Asie 2007 Vainqueur Irak 1er titre |

## Récompenses

### Meilleurs buteurs
4 buts
- Younis Mahmoud
- Naohiro Takahara
- Yasser al-Qahtani

### Meilleur joueur du tournoi
- Younis Mahmoud